# Klipdrift
|  | Aquest article tracta sobre sobre la república bòer al Natal. Si cerqueu l'estat griqua-miners anomenat Klidrift Repúblic, Digger's Republic, Free Repúblic, Adamanta Republic o Griqualand West Republic, vegeu «Griqualàndia Occidental». |

Klipdrift (Klip River o Klipriver) fou un establiment bòer i una comarca del nord de Natal, a la regió del riu Klip (afluent del Thukela) que es va erigir en república bòer el 1847. Abraçava la regió al nord de Ladysmith. Quan Natàlia fou annexada pels britànics, aquestos van oferir terres als bòers perquè hi restessin però quasi tots van marxar cap a Potchefstroom. A la regió del riu Klip alguns bòers van proclamar una república, presidida per Andreas Theodorus Spies, però quan el domini britànic fou consolidat a Durban i a Pietermaritzburg, i van estendre la colònia fins als rius Thukela, el Buffalo i el Mzimkhulu, i fins a les muntanyes Drakensberg, els colons van haver de reconèixer la sobirania britànica o marxar cap al Transvaal. En 1853 Andreas Theodorus Spies va marxar a la República d'Utrecht.